# Хартман III фон Кирхберг
Хартман III фон Кирхберг (на немски: Hartmann III von Kirchberg, † сл. 1198) е граф на Кирхберг, Балцхайм и в Алпгау в Баден-Вюртемберг.

## Произход и наследство
Произлиза от швабската благородническа фамилия фон Кирхберг близо до Улм. Той е четвъртият син на граф Еберхард I фон Кирхберг († сл. 1166) и внук на граф Хартман I фон Кирхберг († сл. 1122). Брат е на Ото II фон Илергау († 1189), граф в Илергау, който е дядо на Бруно фон Кирхберг, епископ на Бриксен († 23 август 1288).
Хартман и брат му Ото подаряват през 1093 г. бенедиктинския манастир Виблинген, в чест на Свети Мартин от Тур. Манастирът е осветен през 1099 г. След това братята подаряват на манастира дървените части от кръста на Исус Христос, които им подарил папа Урбан II, след тяхното участие в Първия кръстоносен поход (1096 – 1099).
Хартман е погребан е във фамилната гробница в манастир Виблинген при Улм.

## Фамилия
Хартман III се жени и има децата:
- Хартман IV фон Кирхберг († 1215), граф на Кирхберг
- Вилибирг фон Кирхберг (* 1142, † 1179), омъжена за граф Лудвиг II фон Вюртемберг († 1181)[5]
- Рудолф фон Кирхберг († сл. 1192), баща на Берхта фон Балцхайм († сл. 1239), омъжена за граф Готфрид II фон Марщетен († сл. 1239), син на граф Готфрид фон Марщетен († сл. 1195)